# Phymata rossi
Phymata rossi är en insektsart som beskrevs av Evans 1931. Phymata rossi ingår i släktet Phymata och familjen rovskinnbaggar. Inga underarter finns listade i Catalogue of Life.